# 揚子江プレート

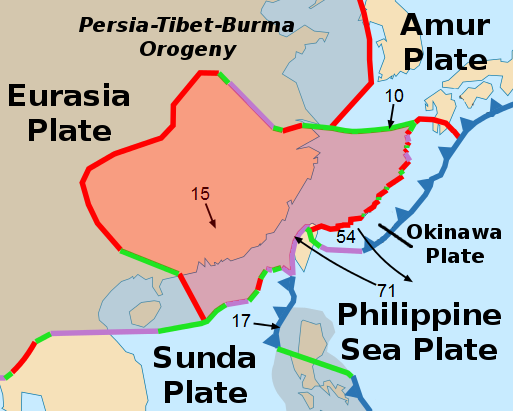
揚子江プレート
発散型境界
収束型境界
トランスフォーム断層
沈み込み帯
30→ アフリカに対する速度（mm/Y）
造山帯

揚子江プレート（ようすこうプレート）もしくは長江プレート（ちょうこうプレート、中国語:長江板塊、英語:Yangtze Plate）とは、華南の大部分を含むプレートである。東に背弧海盆である沖縄トラフを挟んで沖縄プレート、南にスンダプレート、フィリピン海プレート、北と西にユーラシアプレートが位置している。2008年の四川大地震はこのプレートの龍門山断層によって引き起こされた。
揚子江プレートは新原生代の7億5千万年前に超大陸であるロディニア大陸から分離した。三畳紀には北中国プレートと衝突し、四川盆地を形成した。また、新生代にはインドプレートとユーラシアプレートと衝突し、龍門山脈を形成した。